# Франк, Альфред (художник)
Альфред Франк (нем. Alfred Frank; 28 мая 1884, Лар — 12 января 1945, Дрезден) — немецкий гравёр, художник и скульптор.
Сын садовника. Получил первоначальное образование в области литографии, в 1902—1905 гг. работал литографом в Ларе, Оффенбахе и Нанси. В 1906 году переехал в Лейпциг и поступил на вечернее отделение Высшей школы графики и книжного искусства, где учился у Алоиса Кольба и Бруно Эру. Одновременно вступил в Социал-демократическую партию Германии. В 1915—1919 гг. воевал на Первой мировой войне во Франции и Фландрии. Вернувшись в Лейпциг, вступил в Коммунистическую партию Германии и завершил образование как график под руководством Кольба. Сотрудничал как художник с рабочей газетой Sächsische Arbeiter-Zeitung, с 1925 года преподавал в Лейпцигском народном университете. С 1928 года возглавлял лейпцигское отделение Ассоциации революционных художников. После прихода национал-социалистов к власти несколько раз арестовывался, с 1935 года входил в группу антифашистского сопротивления, которая после начала Второй мировой войны влилась в группу Георга Шумана. 19 июля 1944 года арестован, 23 ноября приговорён к смертной казни и 12 января 1945 года повешен.
Имя Франка носит улица (нем. Alfred-Frank-Straße) в Лейпциге, в 1960—1992 гг. его имя носил дом культуры, в 1975—1992 гг. — средняя школа.